# Zoisova cesta
Zoisova cesta (deutsch: Zoisstraße) ist der Name einer Straße im Stadtbezirk Center von Ljubljana, der Hauptstadt Sloweniens. Sie ist benannt nach dem slowenischen Unternehmer, Gelehrten, Schriftsteller und Mäzen Sigmund Zois von Edelstein (1747 bis 1819).

## Geschichte
Die Straße wurde 1876 zwischen der St-Jakobs-Brücke (damals Neue Brücke) und der heutigen Emonska cesta (damals Deutschen Grund-Straße, slowenisch: Križanska cesta) neu angelegt. Sie wurde in der damaligen Schreibweise als Cojzova cesta bezeichnet.
1927 wurde die Straße mit zwei von Bäumen gesäumten Fahrspuren verschönert.

## Lage
Die Straße verläuft als Weiterführung der Aškerčeva cesta von deren Kreuzung mit Slovenska cesta und Barjanska cesta nach Osten über die St.-Jakobs-Brücke bis zur Kreuzung Levstikov trg, Zvezdarska ulica und Karlovška cesta, in die sie übergeht.
Westlich der Ljubljanica bildet die Straße die Grenze zwischen den Laibacher Stadtbezirken Centrum und Trnovo (Stadtteil Krakovo).

## Abzweigende Straßen
Die Zoisova cesta berührt folgende Straßen und Orte (von West nach Ost):
- westlich der Ljublicanica: Emonska cesta und Križevniška soteska, Vrtna ulica, Breg und Krakovski nasip
- östlich des Flusses: Gallusovo nabrežje und  Grudnovo nabrežje

## Bauwerke und Einrichtungen
Die wichtigsten Bauwerke entlang der Straße sind folgende Einrichtungen:
- Französische Botschaft (Zugang von der Barjanska cesta)[4]
- Križanke (Zugang vom Platz der Französischen Revolution)
- Fakultät für Architektur der Universität Ljubljana[5]
- Zois-Palais (Zugang von Breg) mit der Zois-Pyramide
- St.-Jakobs-Brücke